# خانه صادق هدایت
خانه صادق هدایت در استان تهران، شهر تهران، خیابان سعدی، بالاتر از خیابان منوچهری، ضلع جنوب غربی بیمارستان امیر اعلم، خیابان شهید تقوی (خیابان هدایت) پلاک ۳، کنار خانه سفیر کبیر دانمارک واقع شده است.
ورودی اصلی بنا در ضلع جنوبی آن قرار دارد و با گذشتن از این ورودی و سطحی حدود یک متر پایین تر از کف خیابان به حیاط کوچک تر جنوبی ختم میشود.

## پیشینه
این خانه تا پیش از تملک خاندان هدایت، منزل مسکونی احمد مشیرالسلطنه، رئیس‌الوزرای محمدعلی شاه قاجار به شمار می‌آمد. در واقع جد پدری صادق هدایت، جعفرقلی نیرالملک با خرید منزل مشیرالسلطنه و اراضی پیرامونی آن در شمال خیابان کنونی کوشک باغ بزرگی می‌سازد و در آن برای هر یک از فرزندانش خانه‌ای بنا می‌کند. پدر او اعتضادالملک، از رجال و اشراف دوره قاجار بود و احتمالاً، خانه مورد نظر به دستور وی بنا شده و شکل و ساختار بنا به سبک اواخر دوران قاجار بر می‌گردد. در دههٔ ۵۰ خورشیدی، دفتر فرح پهلوی اقدام به خرید خانه پدری صادق هدایت کرد و اشیاء شخصی‌اش را از بازماندگان وی جمع‌آوری کردند تا آن را تبدیل به موزه برای صادق هدایت کنند. پس از انقلاب ۱۳۵۷ ایران این کار انجام نگرفت. رژیم جدید ملک را مصادره کرد و در اختیار دانشگاه علوم پزشکی تهران قرار داد. سپس، به عنوان مهدکودک کارکنان «مهد کودک صادقیه» مورد بهره‌برداری قرار گرفت.
نهایتاً عمارت مذکور در تاریخ ۲۶ آبان ماه ۱۳۷۸ در سیاهه آثار ملی ایران با شماره ۲۴۹۱ به ثبت رسید.
سال ۱۳۸۱ جهانگیر هدایت (برادرزاده صادق هدایت) و جمعی دیگر به نوع کاربری این خانه توسط دانشگاه علوم پزشکی اعتراض کردند و کاربری خانه از مهدکودک به کتابخانه تغییر پیدا کرد. این اعتراض‌ها برای تغییر نهایی خانه به موزه ادامه دارد.
در سال ۱۳۹۲ حیاط و محوطه خانه صادق هدایت تبدیل به انبار ضایعات بیمارستان شده بود که درنهایت در اردیبهشت ماه سال ۱۳۹۳ عمارت پاکسازی شد.

## نگارخانه

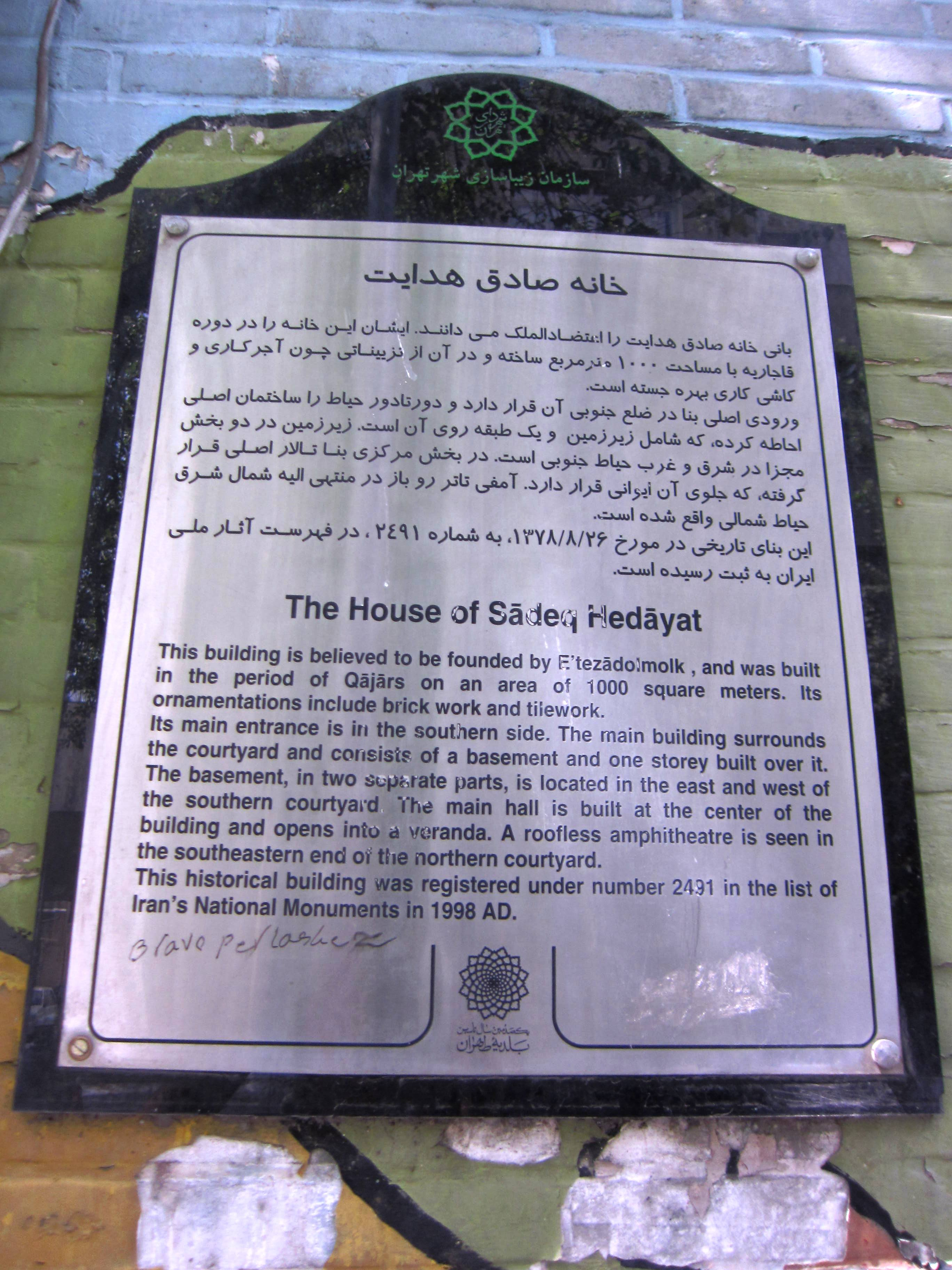
لوح نصب‌شده توسط شهرداری تهران بر دیوار خانهٔ صادق هدایت
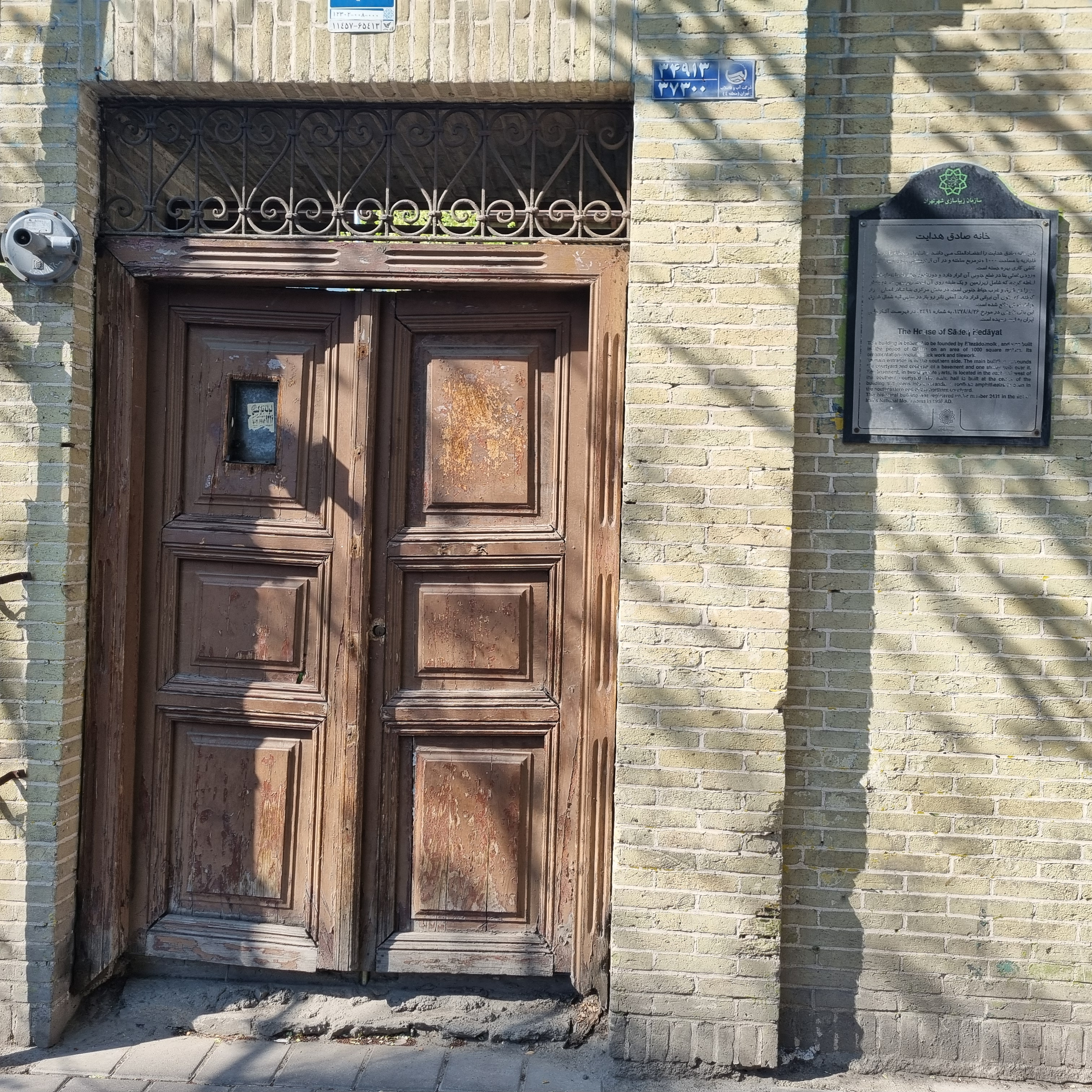
نمای بیرونی خانه
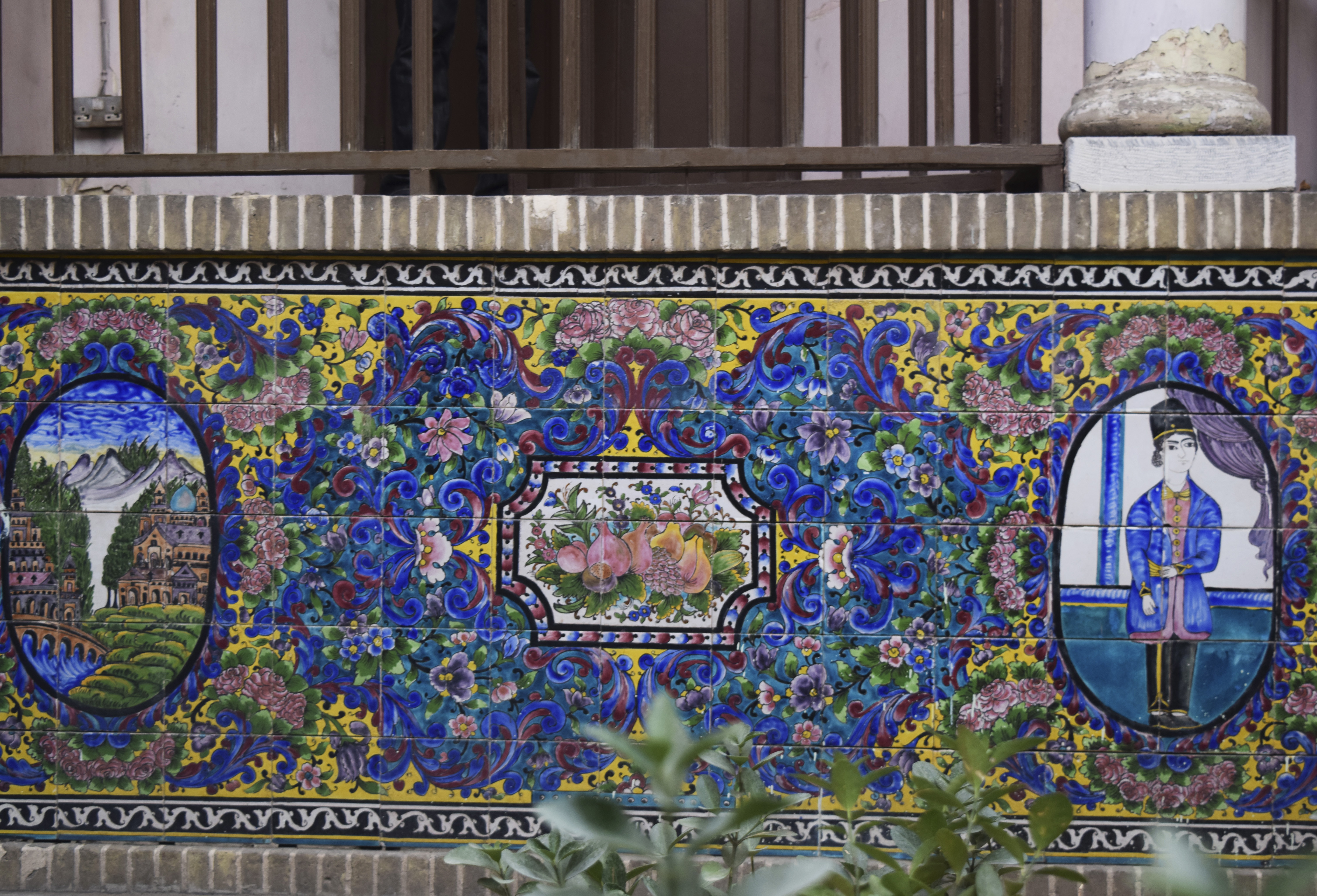
کاشی کاری های خانه
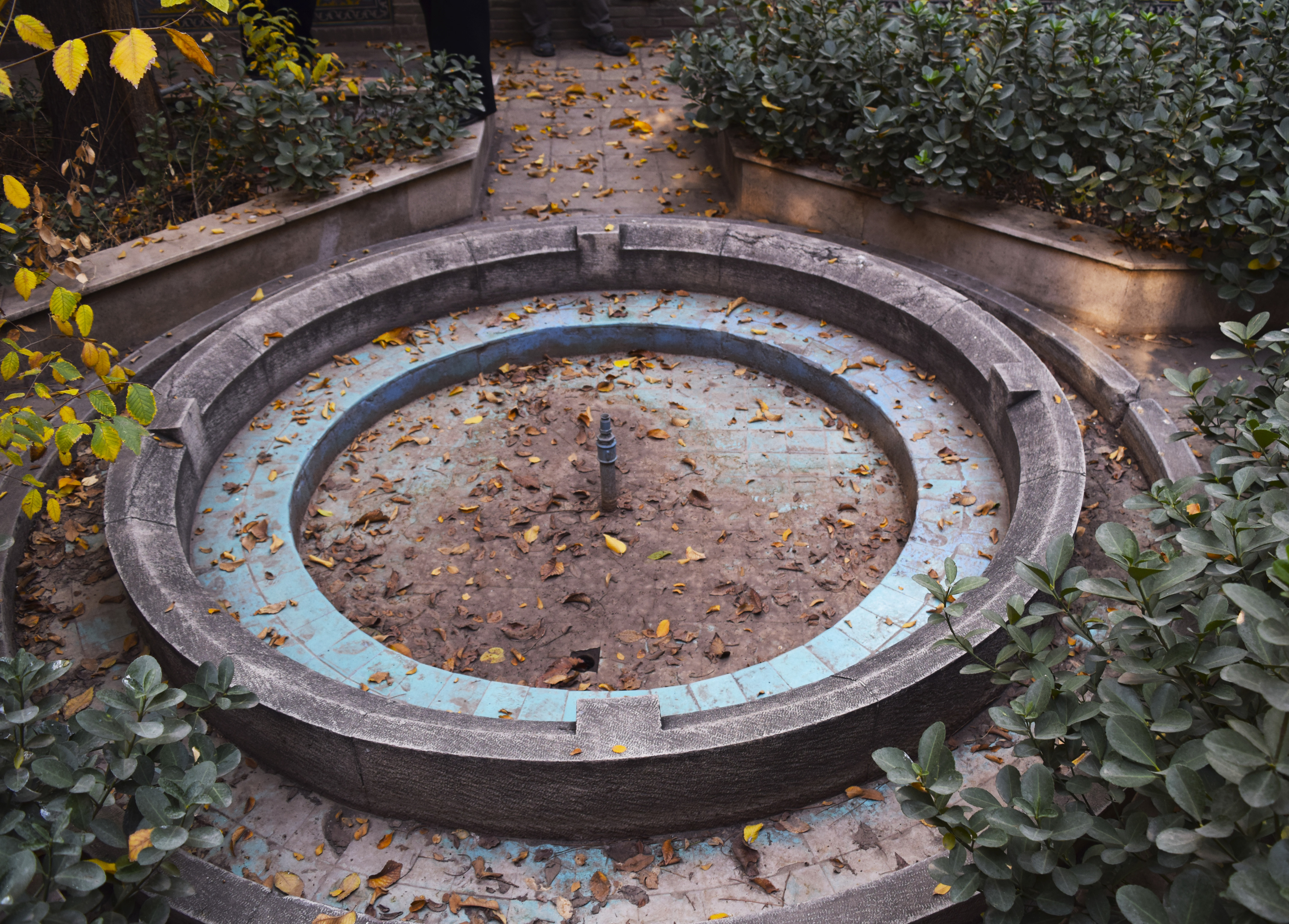
حوض خانه
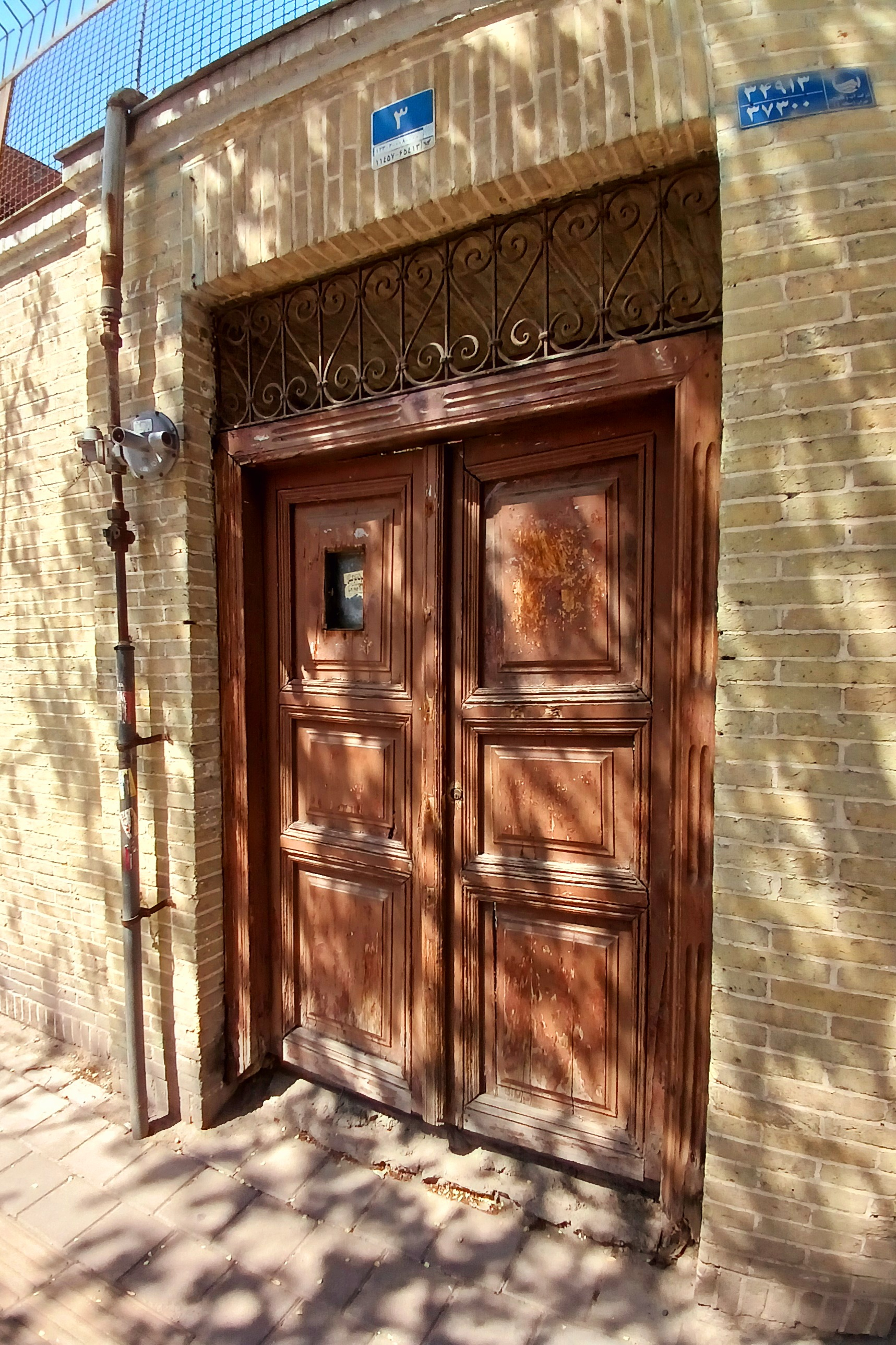
درب قدیمی خانه
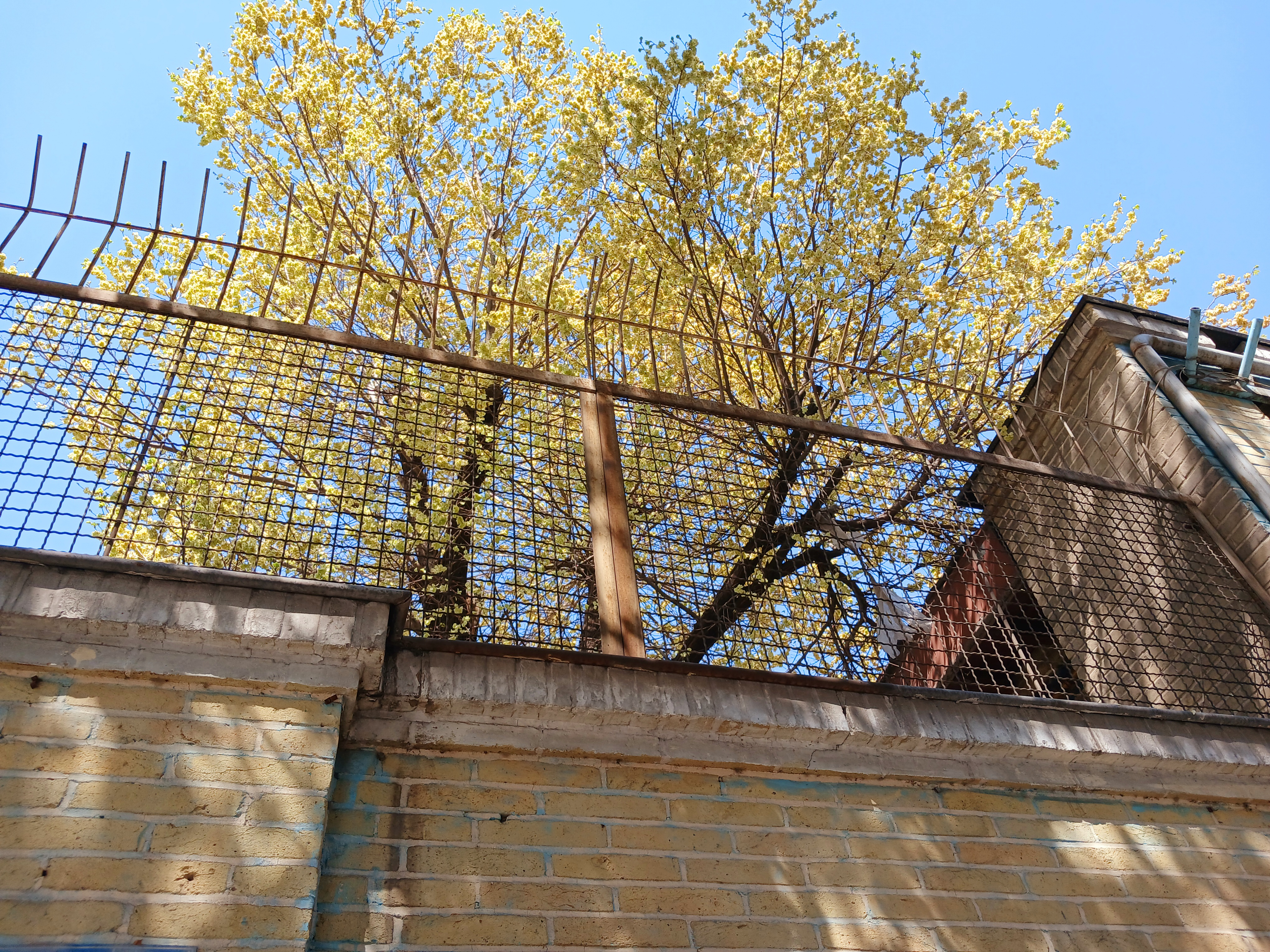